# Comunità Islamica di Bosnia ed Erzegovina
La Comunità Islamica di Bosnia ed Erzegovina (Bosniaco: Islamska zajednica Bosne i Hercegovina, IZ BiH) è la principale organizzazione religiosa dei musulmani bosgnacchi. Dal 2012 è guidata da Husein Kavazović.
La Comunità Islamica viene stabilità nel 1882 durante l'amministrazione austro-ungarica della Bosnia ed Erzegovina. Durante il periodo jugoslavo la sede della Comunità è a Belgrado. La Comunità Islamica di Bosnia ed Erzegovina si separa da Belgrado (che resta sede della Comunità Islamica di Serbia) nel 1993, poco dopo l'indipendenza del paese. 
Durante la guerra in Bosnia, la Comunità Islamica diviene un pilastro dell'identità nazionale bosgnacca. Guidata tra il 1993 e il 2012 dal Gran Mufti Mustafa Cerić, essa promuove la cultura, politica ed identità bosgnacca, e la sua influenza si estende anche oltre la cerchia dei fedeli, attraverso i conservatori del Partito d'Azione Democratica (SDA), operativo in Bosnia e nella regione a maggioranza musulmana della Serbia, il Sandžak.
La Comunità Islamica di Bosnia ed Erzegovina ha giurisdizione sull'intero territorio della Bosnia ed Erzegovina, così come sulla Croazia attraverso il muftiluk di Zagabria, guidato da Aziz Hasanović, sulla Slovenia, e sulle comunità della diaspora bosgnacca all'estero. La sua giurisdizione sul territorio del Sandžak è contestata dalla Comunità Islamica di Belgrado.

## Elenco dei Gran Muftì
- Mustafa Hilmi ef. Hadžiomerović (1882-1893)
- Mehmed Teufik ef. Azabagić (1893-1909)
- Hafiz Sulejman ef. Šarac (1910-1912)
- Mehmed Džemaludin ef. Čaušević (1913-1930)
- Hafiz Ibrahim ef. Maglajlić (1930-1936)
- Fehim ef. Spaho (1938-1942)
- Ibrahim ef. Fejić (1947-1957)
- Sulejman ef. Kemura (1957-1975)
- Naim ef. Hadžiabdić (1975-1987)
- Hafiz Husein ef. Mujić (1987-1989)
- Jakub ef. Selimoski (1991-1993)
- Mustafa ef. Cerić (1993-2012)
- Husein ef. Kavazović (2012)